# Antonin Senescail
Antonin Senescail, né le 13 janvier 1865 à Castelnaudary (Aude) et mort le 14 août 1923 à Castelnaudary, est un homme politique français.

## Biographie
Il est député de l'Aude de 1901 à 1902, inscrit au groupe de la Gauche démocratique. Battu en 1902, il quitte la vie politique.

## Source
- « Antonin Senescail », dans le Dictionnaire des parlementaires français (1889-1940), sous la direction de Jean Jolly, PUF, 1960 [détail de l’édition]